# La Vie sexuelle des sauvages du nord-ouest de la Mélanésie

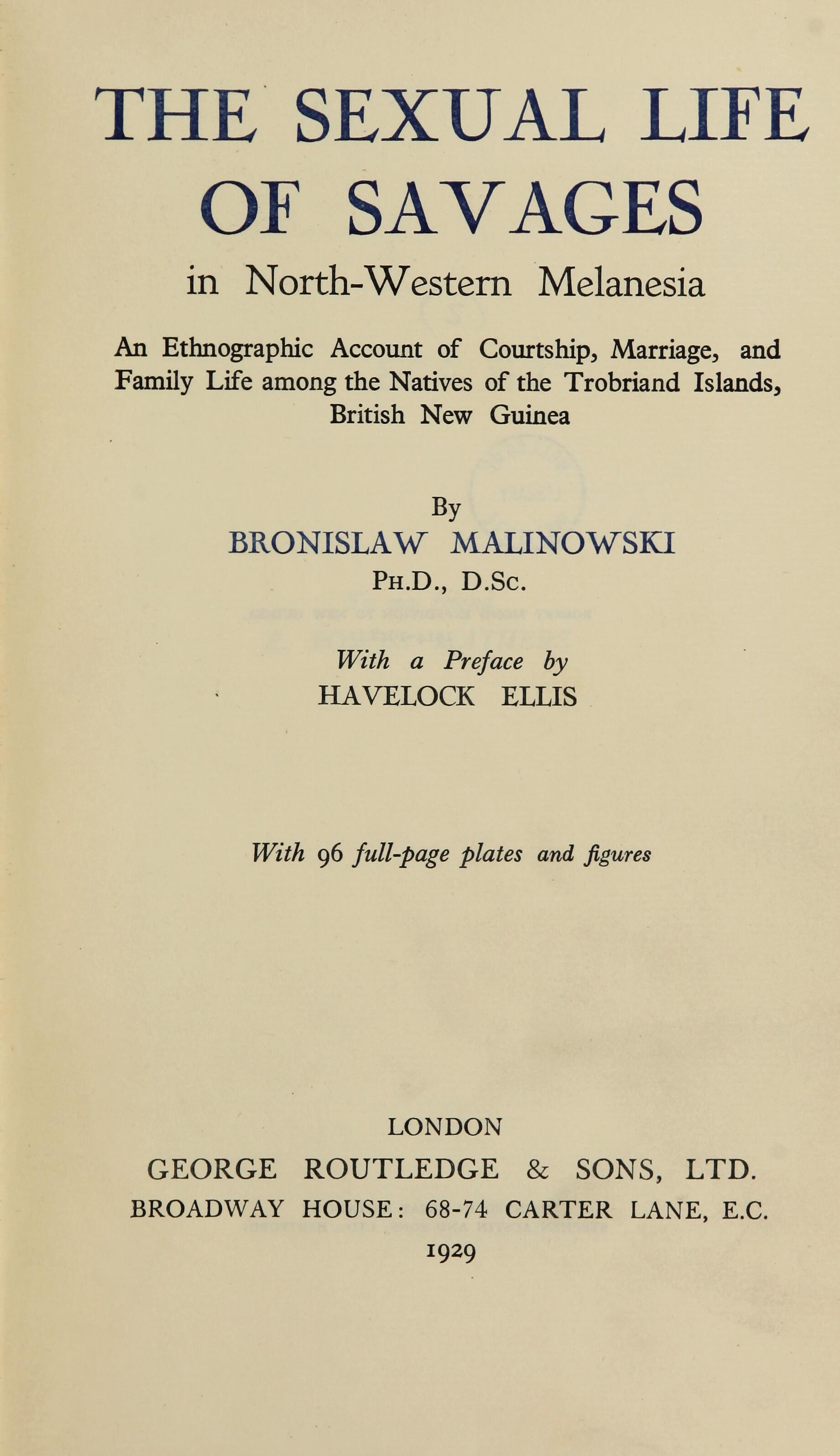
Page de titre de l'édition originale.

La Vie sexuelle des sauvages du nord-ouest de la Mélanésie est un livre de l'anthropologue polonais Bronisław Malinowski d'abord paru en anglais sous le titre The Sexual Life of Savages in North Western Melanesia (Londres, Routledge, 1929). 
Cet ouvrage est le second de sa trilogie sur les habitants des Îles Trobriand, le premier étant Les Argonautes du Pacifique occidental (1922) et le troisième Les Jardins de corail (1935).
Il contient des données ethnographiques tendant notamment à prouver que le complexe d'Œdipe n'est pas universel, cette analyse ayant toutefois été ultérieurement contestée par l'anthropologue Melford Spiro (en),.
À la suite de l'interprétation erronée d'un passage de cet ouvrage, Alfred Kinsey a créé l'expression « position du missionnaire ».

## Contenu

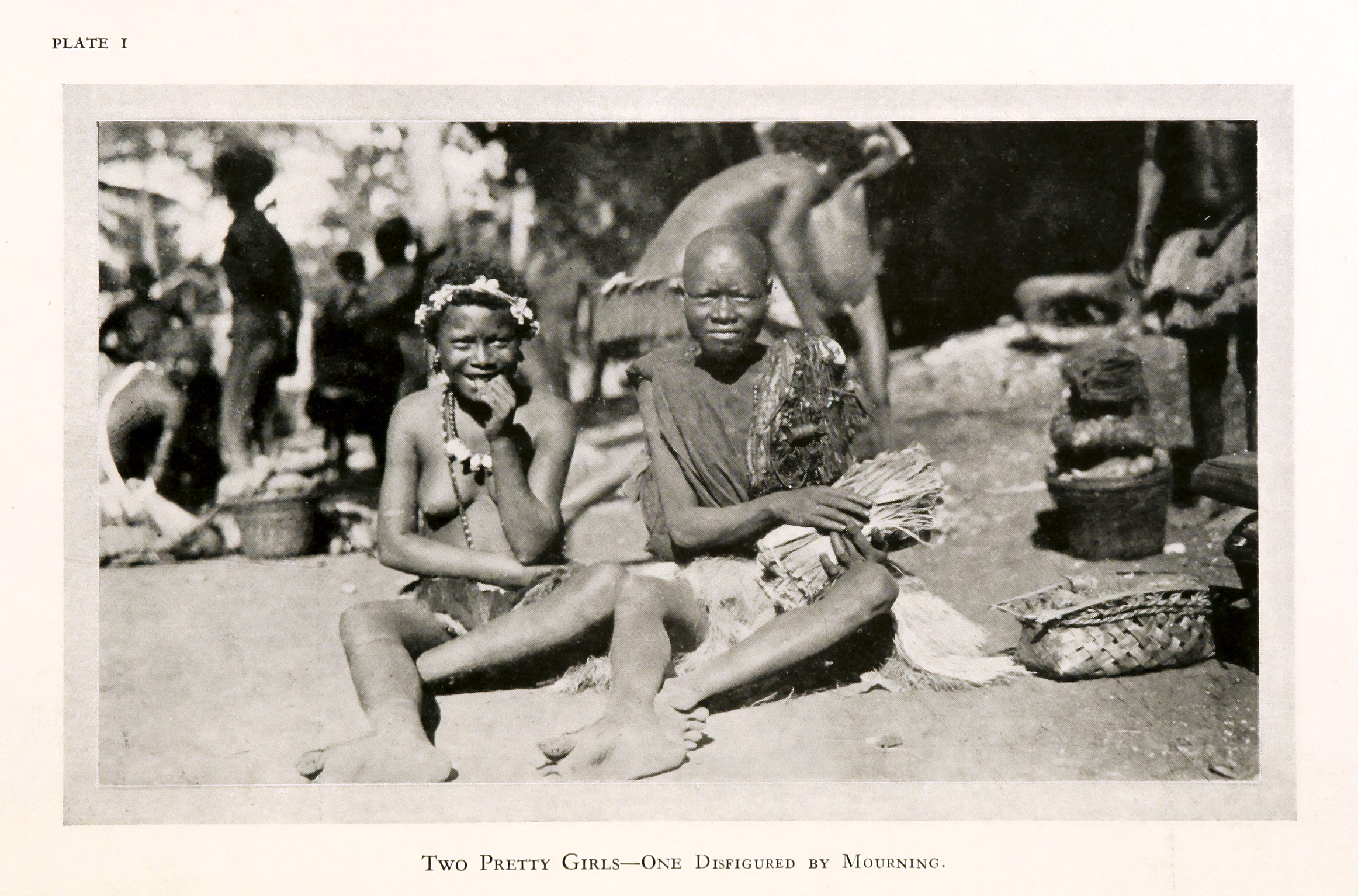
Première planche de l'ouvrage. Photo de Bronislaw Malinowski.

Dans sa préface, Malinowski affirme que la sexualité « domine dans les faits presque tous les aspects de la culture »,.
Malinowski fournit une description détaillée de l'organisation sociale de la sexualité, à savoir les rites sociaux, le choix du partenaire, etc., « retraçant le cycle de vie des Trobriandais de la naissance à la puberté, au mariage, et à la mort ».
Les enfants n'ont pas à subir un système de « coercition domestique » ou de « discipline stricte », ils « jouissent d'une liberté et d'une indépendance considérables ». 
L'idée de voir un enfant « subir des châtiments corporels ou être autrement puni de sang-froid » par un de ses parents est considérée comme non naturelle et immorale, et lorsqu'elle est suggérée par des Occidentaux (un anthropologue par exemple), elle est « rejetée avec ressentiment ». 
Les demandes sont exprimées « comme d'égal à égal ; jamais dans les Îles Trobriand on n'entend un parent exprimer simplement un ordre, impliquant une obéissance naturelle, à l'adresse d'un enfant ». Il peut toutefois arriver qu'une personne se mette en colère et en frappe une autre « dans une explosion de rage », et ce aussi bien d'un parent à l'encontre d'un enfant que l'inverse.
Dans les chapitres suivants, la relation parent-enfant des Trobriandais est décrite dans les détails de leur structure matrilinéaire complexe, qui ne tient pas compte de la parenté biologique.

### Traduction française
- Bronislaw Malinowski (trad. de l'anglais), La vie sexuelle des sauvages du Nord-Ouest de la Mélanésie : description ethnographique des démarches amoureuses du mariage et de la vie de famille des indigènes des iles Trobriand (Nouvelle-Guinée Britannique), Paris, Payot et Rivages, coll. « Petite bibliothèque Payot » (no 378), 2000, 405 p. (ISBN 978-2-228-89302-2, OCLC 44261206)